# Šport u 1941.
◄◄ | ◄ | 1938. | 1939. | 1940. | 1941.  | 1942. | 1943. | 1944. | ► | ►►
Arhitektura • Astronautika • Astronomija • Biologija • Film • Fotografija • Glazba • Kazalište • Kemija • Kiparstvo • Knjige • Književnost • Kršćanstvo • Meteorologija • Medicina • Planinarstvo • Politika • Pravo • Promet • Slikarstvo • Strip • Šport • Televizija • Znanost • Zrakoplovstvo • Željeznički promet
Šport u 1941.

## Svijet

### Osnivanja
- Fehérvár FC, mađarski nogometni klub

## Hrvatska i u Hrvata

### Osnivanja
- Hrvatski rukometni savez

### Ostali događaji
- 17. srpnja – Hrvatski nogometni savez postaje član svjetske nogometne organizacije FIFA

## Vanjske poveznice
|  | Zajednički poslužitelj ima još gradiva o temi Šport u 1941. |